# Општина Карбунешти (Прахова)
Карбунешти (рум. Cărbuneşti) општина је у Румунији у округу Прахова.
Oпштина се налази на надморској висини од 331 m.